# Johann Thomas Freig
Johann Thomas Freig (parfois aussi Freige, Frey, Freigius ou Frigius) est un philosophe allemand, appartenant à la scolastique tardive, né à Fribourg-en-Brisgau en 1543 et mort à Bâle en 1583. Freig a enseigné et écrit sur plusieurs disciplines, il est en particulier considéré comme l'un des premiers à utiliser le terme de psychologie ("psychologia") pour désigner l'étude de l'esprit.

## Biographie
Freig étudie à Fribourg à la faculté des arts, où il est magister dès 1559. Il est réputé pour avoir un tempérament fort, semblant en particulier avoir omis de se conformer au programme d'études prescrit dans les domaines de la dialectique, la grammaire latine et la jurisprudence. 
Il s'installe à Bâle en 1567, où il enseigne la rhétorique et obtient un doctorat en droit. Il y fait la connaissance du philosophe  Pierre de la Ramée, dont il devient un disciple.
En 1570, il revient à Fribourg en tant que professeur associé de dialectique et politique, puis en 1571 d'éthique et de logique. Il y élabore le nouvel usage du terme de psychologie.
En raison de sa fidélité à Pierre de la Ramée, tué lors du massacre de la Saint-Barthélemy en 1572, Freig est considéré comme un calviniste potentiel, ce qui le met en conflit avec l'université et l'église qui prononce à son encontre en 1575 l'interdiction d'enseigner. 
Freig retourne alors à Bâle. De 1576 à 1582, il devient recteur du lycée d'Altdorf. Il travaille comme relecteur dans l'imprimerie de Sebastian Henricpetri (fils et successeur d'Heinrich Petri). Il meurt de la peste en 1583.

## Œuvre

### Aristotélisme et ramisme
A l'image de la scolastique tardive, Freig, de plus en plus tourné vers Aristote, finit par entrer en conflit avec l'autorité de l'église. C'est également l'influence du ramisme qui est en cause. En effet, Freig a publié des écrits de Pierre de la Ramée et a écrit une Vita Rami.
Un objectif central du ramisme était de diviser les diverses branches de la science par des méthodes dialectiques, c'est-à-dire d'élaborer une classification complète des connaissances. La majorité des publications de Freig servent à cette fin. 
Sous l'influence de Pierre de la Ramée, ses domaines d'intérêt s'élargissent : de la dialectique, la rhétorique, la philologie jusqu'aux mathématiques, aux sciences naturelles et à la jurisprudence.

### Psychologie
Freig est considéré comme un des maillons essentiels de la généalogie de la psychologie. En effet, son  ouvrage Quaestiones logicae et ethicae, imprimé en 1574 à Bâle par Henric Petri, porte bien sur des objets qui relèveraient aujourd'hui de la psychologie et le mot "psychologia" est utilisé pour les désigner (cette piste semble mieux sourcée que la référence concurrente à l'ouvrage perdu de l'humaniste croate Marko Marulić, et est antérieure à la Psychologia d'un autre ramiste, Rudolf Goclenius l'Ancien, publiée en 1590). 
En outre, en 1575, un chapitre de son Ciceronianus est intitulé De psychologia et hominis fabrica. Il y reprend le De natura deorum en commentant la morale stoïcienne et en faisant de la psychologie une théorie de l’âme dans sa relation à des organes. Cela doit encore être lié au contexte ramiste qui tend à considérer l'étude de l'âme comme relevant à bon droit de la physique.
Enfin, quant au contenu et non au seul terme, il faut signaler l'influence d'un autre érudit de Fribourg, Gregor Reisch (1470-1525). Sa Margarita philosophica, la perle de la philosophie, est considérée comme la plus ancienne encyclopédie imprimée de la région allemande (Fribourg, 1503). Elle contient une classification fine de sujets qui font signe vers la psychologie, alimentée par une relecture du De Anima d'Aristote divisant les facultés mentales en végétative, sensitive et intellective.

## Écrits

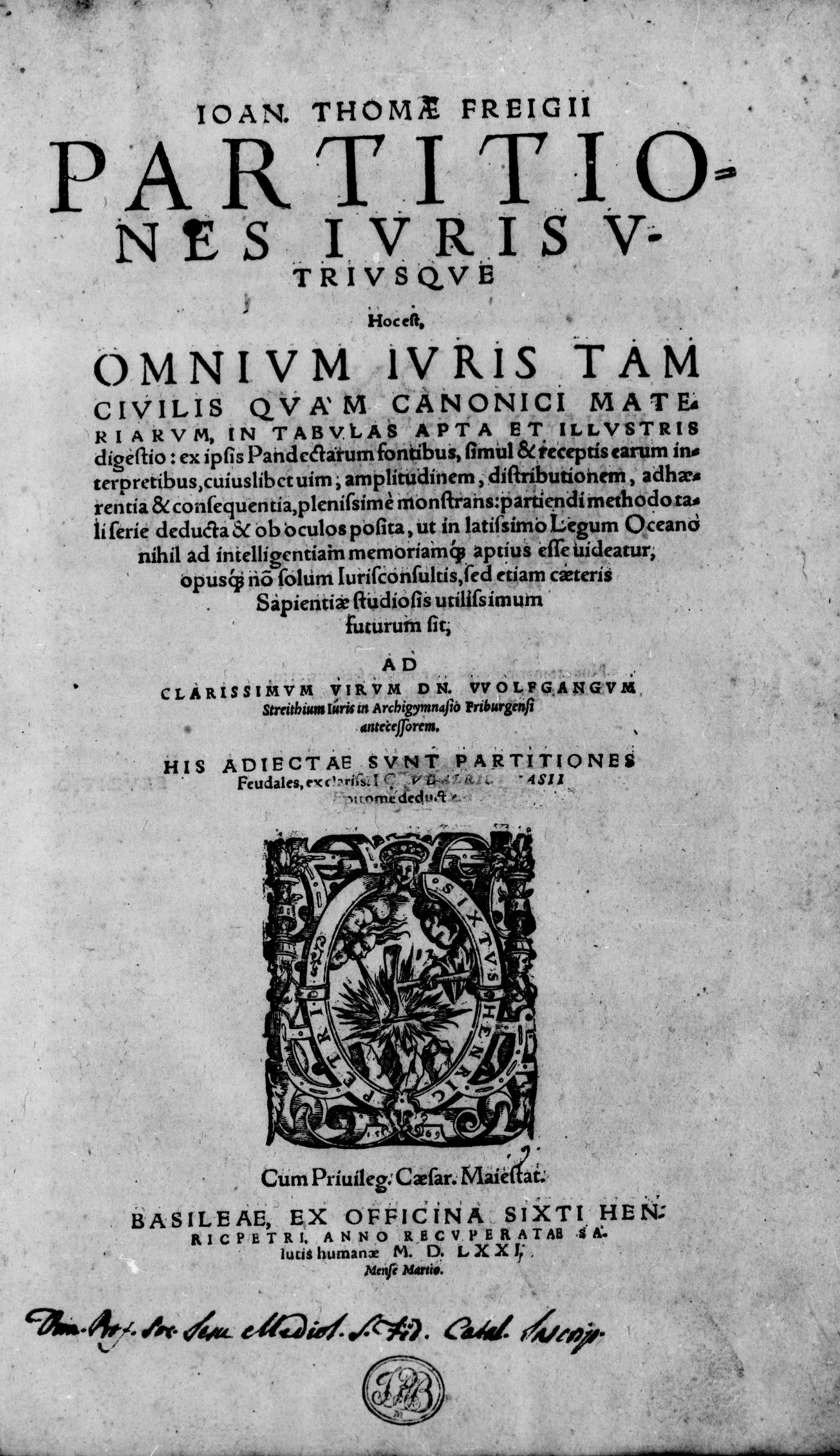
Partitiones iuris utriusque, 1571

- Trium artium logicarum schematismi, 1568.
- (la) Partitiones iuris utriusque, Bâle, Sixtus Henricpetri, 1571 (lire en ligne)
- Quaestiones logicae et ethicae, 1574.
- Ciceronianus, 1575.
- Quaestiones physicae, 1576.
- Quaestiones oeconomicae et politicae, 1578.
- Rhetorica, Poetica, Logica in usum rudiorum, 1580.
- Grammatica graeca und latina, 1580.
- Quaestiones geometricae, 1583.